# Paulovics László
Paulovics László (Szatmárnémeti, 1937. augusztus 15. – 2024. november 21.) erdélyi magyar grafikus, festő, díszlettervező.

## Életpályája
Középfokú tanulmányait a nagybányai Művészeti Középiskolában kezdte, ennek megszűntével a marosvásárhelyi Művészeti Középiskolában fejezte be (1954), a kolozsvári Ion Andreescu Képzőművészeti Főiskola grafikai szakán szerzett oklevelet (1961). Andrásy Zoltán, Cs. Erdős Tibor, Kádár Tibor tanítványa. Pályáját a Nagybányai Drámai Színház díszlettervezőjeként kezdte, 1964-től a Szatmári Állami Magyar Színház (később Északi Színház) díszlettervezője. Tagja a Képzőművészek Szövetségének. Részt vett az Országos Díszlettervezői Triennálékon, egyéni kiállítással Erdély minden nagyobb városában és Bukarestben is bemutatkozott, számos nemzetközi metszetbiennálén, ex libris-tárlatokon, rajzkiállításon szerepelt. 1985-ben Németországba települt át, majd a 90-es években Szentendrére költözött.

## Kötetei
- Paulovics László; bev. Kántor Lajos; Kriterion, Bukarest, 1983 (Kriterion galéria)
- Erdélyi magyar írók. Paulovics László íróportréi. Irodalmi szövegválogatás; bev. Balázs Imre József, szerk. Horváth Andor, Salat Csilla; Kolozsvár Társaság–Stúdium, Kolozsvár, 2011

## Munkássága
Első írása Kényelem, térkihasználás címmel és saját rajzaival az Előrében 1981-ben jelent meg. Cikkeivel és illusztrációival jelen van a Korunk, Utunk, Igaz Szó, A Hét s napilapok hasábjain. Művészi könyvborítóival jelentek meg Horváth Imre, Páskándi Géza, Kántor Lajos, Lászlóffy Csaba, Pusztai János, Balogh Edgár, Gálfalvi György kötetei. Monumentális vállalkozása volt Szatmárnémetiben a nyári színház homlokzatának kialakítása és a Dacia Szálló belső díszítése, a nagybányai villamossági üzlet kirakatának mozaikja.
Sokoldalú művészetét Szőcs István így jellemzi: „Állandóan küzd benne a korszerűségre való törekvés az őszinteséggel, viaskodik a grafikus a festővel, a tudatosság, a céltudatos témaválasztás és kidolgozás meg a belülről jövő spontán játékkal.”
Albumot adott ki képeivel a Kriterion Paulovics László (1983) címmel, Kántor Lajos bevezetőjével.